# Campo Imperatore Near Earth Object Survey
| 39335 Caccin        | 10 de gener de 2002    |
| 39336 Mariacapria   | 11 de gener de 2002    |
| (52030) 2002 PX33   | 6 d'agost de 2002      |
| 64975 Gianrix       | 10 de gener de 2002    |
| 65001 Teodorescu    | 9 de gener de 2002     |
| 65357 Antoniucci    | 12 de juluiol de 2002  |
| 73442 Feruglio      | 10 de juliol de 2002   |
| 73465 Buonanno      | 10 de juliol de 2002   |
| (73529) 2003 OF1    | 22 de juliol de 2003   |
| (73534) 2003 OD7    | 24 de juliol de 2003   |
| (73539) 2003 OW18   | 30 de juliol de 2003   |
| (73551) 2003 QV     | 18 d'agost de 2003     |
| (78123) 2002 NQ5    | 10 de juliol de 2002   |
| (78124) 2002 NH6    | 11 de juliol de 2002   |
| 78125 Salimbeni     | 11 de juliol de 2002   |
| 78249 Capaccioni    | 4 d'agost de 2002      |
| 78252 Priscio       | 5 d'agost de 2002      |
| (78309) 2002 PV65   | 5 d'agost de 2002      |
| (78310) 2002 PW65   | 5 d'agost de 2002      |
| (78453) 2002 RD26   | 3 de setembre de 2002  |
| 78534 Renmir        | 6 de setembre de 2002  |
| 78535 Carloconti    | 6 de setembre de 2002  |
| 78652 Quero         | 3 d'octubre de 2002    |
| 78661 Castelfranco  | 2 d'octubre de 2002    |
| (78819) 2003 QQ6    | 20 d'agost de 2003     |
| (78830) 2003 QV24   | 22 d'agost de 2003     |
| (78844) 2003 QO51   | 22 d'agost de, 2003    |
| (78857) 2003 QO70   | 22 d'agost de 2003     |
| (78943) 2003 SL171  | 18 d'agost de 2003     |
| (78948) 2003 SM192  | 20 de setembre de 2003 |
| 84012 Deluise       | 2 d'agost de 2002      |
| (84015) 2002 PV34   | 5 d'agost de 2002      |
| (84100) 2002 RP8    | 3 de setembre de 2002  |
| (84118) 2002 RE26   | 3 de setembre de 2002  |
| (84119) 2002 RF26   | 3 de setembre de 2002  |
| (84120) 2002 RY27   | 4 de setembre de 2002  |
| (84339) 2002 TR57   | 2 d'octubre de 2002    |
| (90278) 2003 DH9    | 24 de febrer de 2003   |
| (95020) 2002 AV12   | 10 de gener de 2002    |
| (95760) 2003 EF41   | 9 de març de 2003      |
| (95783) 2003 FJ6    | 27 de març de 2003     |
| (95895) 2003 HF12   | 25 d'abril de 2003     |
| (95951) 2003 QG6    | 18 d'agost de 2003     |
| (95955) 2003 QX32   | 21 d'octubre de 2003   |
| (96028) 2004 PD30   | 8 d'agost de 2004      |
| (96033) 2004 PE36   | 9 d'agost de 2004      |
| (110702) 2001 TR216 | 13 d'octubre de 2001   |
| (111571) 2002 AD13  | 11 de gener de 2002    |
| (112320) 2002 MB1   | 19 de juny de 2002     |
| (112337) 2002 NR4   | 10 de juny de 2002     |
| (112338) 2002 NX5   | 10 de juny de 2002     |
| (112339) 2002 NF6   | 11 de juny de 2002     |
| (112340) 2002 NN6   | 11 de juny de 2002     |
| (112492) 2002 PA6   | 2 d'agost de 2002      |
| (112527) 2002 PJ33  | 5 d'agost de 2002      |
| (112947) 2002 RQ8   | 3 de setembre de 2002  |
| (113208) 2002 RR114 | 5 de setembre de 2002  |
| (113213) 2002 RM118 | 6 de setembre de 2002  |
| (113219) 2002 RU119 | 7 de setembre de 2002  |
| (113237) 2002 RH126 | 8 de setembre de 2002  |
| (113620) 2002 TR61  | 3 d'octubre de 2002    |
| (113621) 2002 TA62  | 3 d'octubre de 2002    |
| (113622) 2002 TE62  | 3 d'octubre de 2002    |
| (113623) 2002 TO63  | 3 d'octubre de 2002    |
| (113626) 2002 TZ65  | 4 d'octubre de 2002    |
| (113659) 2002 TQ85  | 2 d'octubre de 2002    |
| (113660) 2002 TX85  | 2 d'octubre de 2002    |
| (113661) 2002 TE86  | 2 d'octubre de 2002    |
| (113673) 2002 TU97  | 2 d'octubre de 2002    |
| (113683) 2002 TB111 | 2 d'octubre de 2002    |
| (113684) 2002 TG111 | 2 d'octubre de 2002    |
| (114608) 2003 DC7   | 23 de febrer de 2003   |
| (114611) 2003 DE9   | 24 de febrer de 2003   |
| (114612) 2003 DV12  | 26 de febrer de 2003   |
| (114613) 2003 DS15  | 25 de febrer de 2003   |
| (114735) 2003 HP9   | 24 d'abril de 2003     |
| (114738) 2003 HQ12  | 23 d'abril de 2003     |
| (114739) 2003 HR12  | 23 d'abril de 2003     |
| (114740) 2003 HB14  | 25 d'abril de 2003     |
| (114813) 2003 OB7   | 24 d'abril de 2003     |
| (114815) 2003 OO9   | 24 d'abril de 2003     |
| (114824) 2003 OB17  | 29 de juliol de 2003   |
| (114825) 2003 OD17  | 29 de juliol de 2003   |
| 114828 Ricoromita   | 30 de juliol de 2003   |
| 114829 Chierchia    | 23 de juliol de 2003   |
| (114862) 2003 QF1   | 19 d'agost de 2003     |
| (114863) 2003 QH1   | 19 d'agost de 2003     |
| (114864) 2003 QM1   | 19 d'agost de 2003     |
| (114865) 2003 QP2   | 19 d'agost de 2003     |
| (114866) 2003 QU2   | 19 d'agost de 2003     |
| (114869) 2003 QX5   | 18 d'agost de 2003     |
| (114870) 2003 QF7   | 20 d'agost de 2003     |
| (114874) 2003 QY10  | 20 d'agost de 2003     |
| (114886) 2003 QN16  | 20 d'agost de 2003     |
| (114900) 2003 QU24  | 22 d'agost de 2003     |
| 115051 Safaeinili   | 4 de setembre de 2003  |
| (115142) 2003 SM64  | 18 de setembre de 2003 |
| (115143) 2003 SO64  | 18 de setembre de 2003 |
| (115144) 2003 SQ64  | 18 de setembre de 2003 |
| (115145) 2003 SD65  | 18 de setembre de 2003 |
| (115146) 2003 SK66  | 18 de setembre de 2003 |
| (115147) 2003 SU66  | 19 de setembre de 2003 |
| (115148) 2003 SZ66  | 19 de setembre de 2003 |
| (115183) 2003 SO94  | 19 de setembre de 2003 |
| (115218) 2003 SF140 | 19 de setembre de 2003 |
| (115233) 2003 SH145 | 20 de setembre de 2003 |
| (117071) 2004 KO13  | 19 de maig de 2004     |
| (117081) 2004 LB11  | 10 de juny de 2004     |
| (117123) 2004 PZ35  | 8 d'agost de 2004      |
| (117310) 2004 VA23  | 5 de novembre de 2004  |
| (117311) 2004 VD23  | 5 de novembre de 2004  |
| (117324) 2004 WW4   | 18 de novembre de 2004 |
| (117328) 2004 WH9   | 21 de novembre de 2004 |
| (117345) 2004 XO41  | 11 de desembre de 2004 |
| (117374) 2004 XQ147 | 13 de desembre de 2004 |
| (117815) 2005 HM5   | 30 d'abril de 2005     |
| (119961) 2002 TQ57  | 2 d'octubre de 2002    |
| (120097) 2003 EG50  | 3 d'octubre de 2003    |
| (120098) 2003 EJ50  | 3 d'octubre de 2003    |
| (120101) 2003 FP5   | 26 de març de 2003     |
| (120102) 2003 FU5   | 26 de març de 2003     |
| (126177) 2002 AP12  | 10 de gener de 2002    |
| (126246) 2002 AB67  | 9 de gener de 2002     |
| (126247) 2002 AL67  | 9 de gener de 2002     |
| (126248) 2002 AO67  | 9 de gener de 2002     |
| (126249) 2002 AP67  | 9 de gener de 2002     |
| (127415) 2002 NG6   | 11 de juliol de 2002   |
| (127658) 2003 DV10  | 26 de febrer de 2003   |
| (127660) 2003 DT12  | 26 de febrer de 2003   |
| (127664) 2003 DV14  | 25 de febrer de 2003   |
| (127737) 2003 FZ5   | 26 de març de 2003     |
| (127936) 2003 HU1   | 23 d'abril de 2003     |
| (127955) 2003 HY13  | 25 d'abril de 2003     |
| (127958) 2003 HD16  | 25 d'abril de 2003     |
| (127965) 2003 HG22  | 24 d'abril de 2003     |
| (128067) 2003 OK4   | 22 de juliol de 2003   |
| (128069) 2003 OF7   | 24 de juliol de 2003   |
| (128078) 2003 OE17  | 29 de juliol de 2003   |
| (128079) 2003 OL17  | 29 de juliol de 2003   |
| (128086) 2003 OQ31  | 30 de juliol de 2003   |
| (128103) 2003 QW1   | 19 d'agost de 2003     |
| (128104) 2003 QG4   | 18 d'agost de 2003     |
| (128105) 2003 QK6   | 18 d'agost de 2003     |
| (128220) 2003 SN88  | 18 de setembre de 2003 |
| (128430) 2004 NC1   | 7 de juliol de 2004    |
| (128471) 2004 OG13  | 16 de juliol de 2004   |
| (128484) 2004 PZ9   | 6 d'agost de 2004      |
| (128485) 2004 PD10  | 6 d'agost de 2004      |
| (128496) 2004 PV16  | 7 d'agost de 2004      |
| (128497) 2004 PA17  | 7 d'agost de 2004      |
| (128498) 2004 PB17  | 8 d'agost de 2004      |
| (128499) 2004 PH17  | 8 d'agost de 2004      |
| (128500) 2004 PJ17  | 8 d'agost de 2004      |
| (128506) 2004 PF30  | 8 d'agost de 2004      |
| (128532) 2004 PG56  | 9 d'agost de 2004      |
| (128551) 2004 PW75  | 9 d'agost de 2004      |
| (129110) 2004 XM40  | 10 de desembre de 2004 |
| (131764) 2002 AZ11  | 10 de gener de 2002    |
| (131765) 2002 AF12  | 10 de gener de 2002    |
| (131766) 2002 AT12  | 10 de gener de 2002    |
| (131767) 2002 AZ12  | 11 de gener de 2002    |
| (132668) 2002 NA6   | 10 de juliol de 2002   |
| (132669) 2002 NJ6   | 11 de juliol de 2002   |
| (132741) 2002 PU33  | 6 d'agost de 2002      |
| (133103) 2003 OG7   | 24 de juliol de 2003   |
| (133112) 2003 OV21  | 29 de juliol de 2003   |
| (133121) 2003 OC32  | 29 de juliol de 2003   |
| (133136) 2003 QS2   | 19 d'agost de 2003     |
| (133138) 2003 QF6   | 18 d'agost de 2003     |
| (133142) 2003 QH9   | 20 d'agost de 2003     |
| (133146) 2003 QB17  | 21 d'agost de 2003     |
| (133154) 2003 QL23  | 20 d'agost de 2003     |
| (133158) 2003 QE27  | 23 d'agost de 2003     |
| (133279) 2003 SF17  | 18 de setembre de 2003 |
| 133296 Federicotosi | 19 de setembre de 2003 |
| (133321) 2003 SE88  | 18 de setembre de 2003 |
| (133322) 2003 SF88  | 18 de setembre de 2003 |
| (133323) 2003 SL88  | 18 de setembre de 2003 |
| (133364) 2003 SS136 | 19 de setembre de 2003 |
| (133365) 2003 SA140 | 18 de setembre de 2003 |
| (133405) 2003 SK171 | 18 de setembre de 2003 |
| (133424) 2003 SH192 | 20 de setembre de 2003 |
| (134056) 2004 XB37  | 11 de desembre de 2004 |
| (134060) 2004 XR43  | 11 de desembre de 2004 |
| (134106) 2004 XP147 | 13 de desembre de 2004 |
| (134136) 2005 AR29  | 8 de gener de 2005     |
| (134137) 2005 AV29  | 8 de gener de 2005     |

El programa CINEOS (Campo Imperatore Near Earth Object Survey), que es va iniciar el 2001, es dedica al descobriment i seguiment d'objectes propers a la Terra, com asteroides i cometes que periòdicament s'apropen o es creuen amb l'òrbita terrestre.
Particularment, el CINEOS s'adreça a descobrir els objectes intraterrestres i Atons (IEOs) mitjançant l'ampliació de cobertura de prospecció a petites elongacions solars, i al descobriment de l'altra classe de NEOs mitjançant l'observació amb exposicions més llargues (fins a una magnitud límit de 21) a la regió d'oposició.
Entre l'agost del 2001 i el novembre de 2004, el CINEOS va mesurar més de 61.000 posicions d'asteroides i va descobrir gairebé 1500 nous objectes, incloent 6 NEOs i un centaure. Al Juny–Setembre del 2003, el CINEOS ocupava el cinquè lloc en el món pel nombre de troballes (sisè lloc en el període de juny-agost de 2004) i ha estat el primer programa professional italià per descobrir un NEO i un asteroide més enllà de l'òrbita de Júpiter.
La prospecció es duu a terme en l'estació de Campo Imperatore de l'Observatori de Roma prop del cim de la muntanya de Gran Sasso, al voltant de 2.150 metres d'elevació. L'estació es troba a uns 130 km al nord-est de Roma. Longitud i latitud són, respectivament, 13.5581 graus Est i 42.4442 Nord.
L'Observatori de Torí també s'ha implicat en aquest projecte. I va operar el telescopi Schmidt (60-90–183 cm) disponible a l'estació, el programa utilitza entre 10 i 14 nits per mes, en general al voltant del primer i últim trimestre de la Lluna.
La ciència de la CINEOS consisteix en dues activitats principals d'observació:
1) Cercar objectes propers a la Terra, concentrant les activitats en petites elongacions solars. L'objectiu és optimitzar un sistema basat en terra cap als descobriments de:
- Asteroides atons
- Objectes intraterrestres (IEOs)

Encara que la taxa de descobriment IEOs va augmentar considerablement entre 2001 i 2005, el coneixement dels cossos amb semieix major menor encara és molt incomplet (Atons) o totalment incomplet (objectes intraterrestres). La majoria dels programes de recerca concentren els seus esforços a prop de la regió de l'oposició en les que és difícil, si no impossible, trobar aquests objectes.
Els asteroides atons també són molt importants perquè les simulacions numèriques han demostrat que tenen la major freqüència de les trobades properes amb la Terra. De vegades, els Atons poden evolucionar en òrbites completament a l'interior de la Terra, i viceversa. Per tant, hi ha cossos que poden venir molt a prop de la Terra, però són molt difícils d'observar des del terra.
2) El segon objectiu del CINEOS és proporcionar ràpides dades d'astrometria per:
- Seguiment de NEOs en necessitat urgent d'observacions.
- Recuperació de NEOs en aparicions en el futur.
- Seguiment de petits cossos que pertanyen a altres classes orbitals inusuals.

L'activitat de la prospecció es duu a terme sobretot al principi i al final de la nit, mentre que part de la meitat de la nit sol estar disponible per al treball de seguiment. Com a objectiu el seguiment del sistema, CINEOS s'aprofita de la combinació de la magnitud relativament feble limitada i l'ampli camp de visió (probablement el més gran del món per a aquesta activitat). El seguiment pot ser proporcionada a la magnitud 21, de tant en tant a 22 de les millors nits.
La coordinació de la tasca de seguiment es duu a terme dins de les instal·lacions de Spaceguard Central Node. Una part essencial del treball és escollir objectius que no es poden seguir molt fàcilment en altres llocs durant l'època d'observació.